# Prismatocarpus sessilis
Prismatocarpus sessilis är en klockväxtart som beskrevs av Christian Friedrich Frederik Ecklon och A.Dc. Prismatocarpus sessilis ingår i släktet Prismatocarpus och familjen klockväxter. Inga underarter finns listade i Catalogue of Life.